# Liste der Monuments historiques in Cysoing
Die Liste der Monuments historiques in Cysoing führt die Monuments historiques in der französischen Gemeinde Cysoing auf.

## Liste der Bauwerke
| Bezeichnung           | Beschreibung                           | Standort                        | Kennzeichnung | Schutzstatus | Datum | Bild           |
| --------------------- | -------------------------------------- | ------------------------------- | ------------- | ------------ | ----- | -------------- |
| Pyramide von Fontenoy |                                        | (Lage)                          | PA00107444    | Classé       | 1840  | weitere Bilder |
| Château de l’abbaye   | Schloss, erbaut im 18./19. Jahrhundert | 138, rue Aristide-Briand (Lage) | PA59000139    | Inscrit      | 2008  | weitere Bilder |